# Giuseppe Domenico Felli
Giuseppe Domenico Felli (Casale di Pari, 19 marzo 1839 – Firenze, 5 dicembre 1897) è stato uno scultore italiano.

## Biografia
Giuseppe Domenico Felli nacque in località Terrarossa a Casale di Pari, quarto di sette figli, da Serafina Ridolfi e Lorenzo Felli, esponente di una famiglia di origini senesi che gestiva la vicina locanda del Leccio. Giuseppe iniziò a lavorare sin da giovanissimo alla locanda di famiglia come garzone, ma sviluppò da subito un interesse verso il disegno e la lavorazione del legno, tanto che il pievano di San Biagio, don Pietro Ciacci, intercedette con la famiglia per convincerla a iscrivere il figlio all'Accademia di belle arti di Siena.
Felli ebbe come maestri Enea Becheroni, Luigi Mussini, Salvatore Gabrielli, Lorenzo Doveri e Giovanni Bruni. Quest'ultimo lo ritrasse nel 1855 insieme a un altro giovane allievo, Alessandro Franchi. Felli riuscì a conseguire all'accademia sei diplomi, che prevedevano premi in denaro grazie ai quali poté continuare a vivere a Siena. Divenuto dapprima aiuto al maestro di ornato, nel 1857 entrò a lavorare nello studio dello scultore Tito Sarrocchi, appassionandosi alla scultura e alla lavorazione del marmo.
Nell'aprile 1859 si arruolò volontario nel Regio Esercito Sabaudo e combatté la seconda guerra d'indipendenza nella brigata Cuneo dell'8° Reggimento. Dopo l'annessione del Granducato di Toscana al Regno di Sardegna, Felli rientrò a Siena e vinse il concorso dell'alunnato Biringucci, che gli permise di trasferirsi a Firenze. Nel capoluogo toscano frequentò la scuola di nudo dell'Accademia di belle arti e divenne allievo dello scultore Giovanni Dupré. In questo periodo iniziò a esporre i primi lavori: nel 1861 realizzò un bassorilievo in gesso raffigurante Priamo che supplica Achille di rendergli le spoglie del figlio Ettore, presentato l'anno successivo all'Esposizione provinciale senese, la sua prima opera conosciuta. Nell'autunno 1862, inoltre, lavorò insieme all'architetto pratese Enrico Bartoli al concorso per la realizzazione della facciata del duomo di Firenze: la soluzione adottata dai due artisti traeva ispirazione dal sistema tricuspidale del duomo di Orvieto. Nonostante la mancata selezione da parte della commissione giudicatrice, il progetto di Felli e Bartoli venne apprezzato dalla stampa, in particolare La Nazione che lo accolse con queste parole: «bellissimo è questo progetto nella parte inferiore, dove nelle porte, che con ardire e novità s'innalzano tanto che le laterali racchiudono con bell'ordine nei loro frontespizi gli occhi della navate; nei gentili ornati, nell'elegante sveltezza dei pilastri, nel ricorrere continuo delle linee e delle fasce, nei colori dei marmi e in ogni altra cosa si vedono, più che negli altri, con ingegno inventivo e giudizioso ritratte le precipue qualità dello stile del Duomo fiorentino». Felli partecipò al dibattito per la facciata del duomo anche negli anni a venire, partecipando ai successivi concorsi e infine entrando in diretta polemica con il progetto selezionato, opera dell'architetto Emilio De Fabris, continuando a inviare proposte fino al 1879.

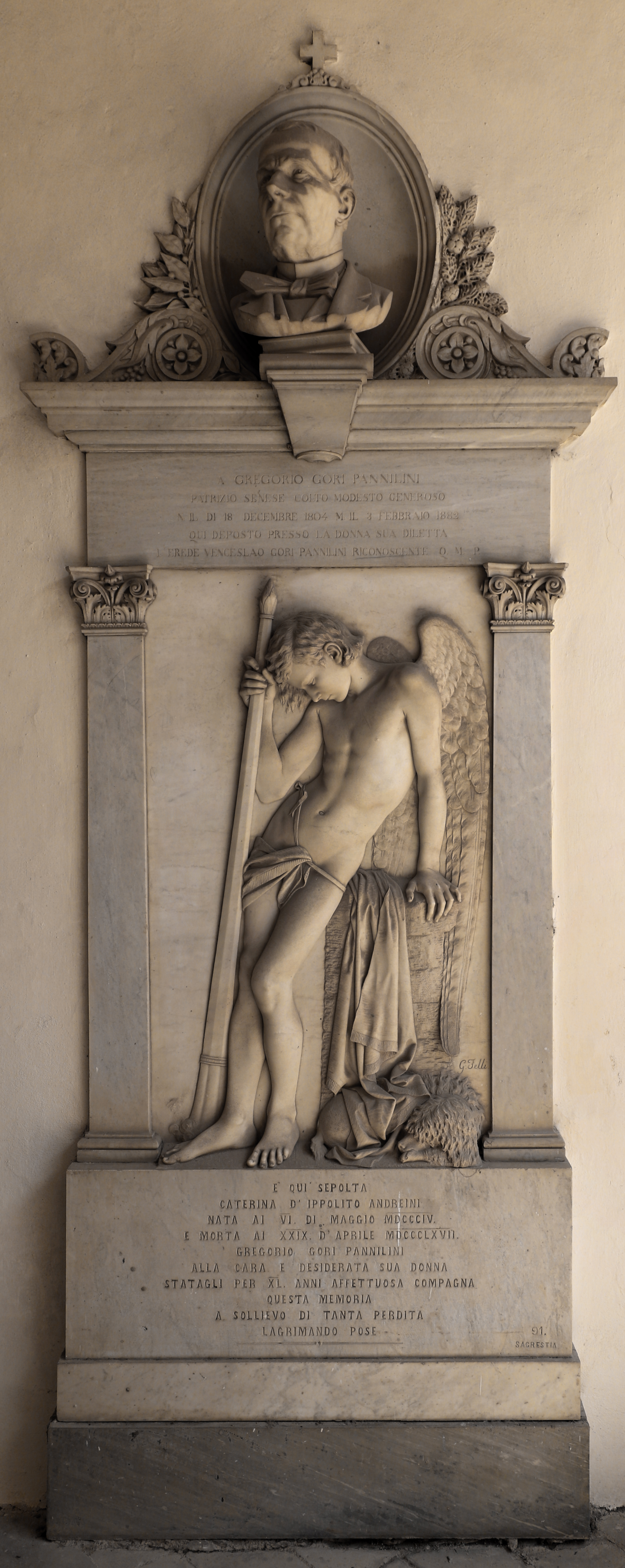
Monumento funebre a Gregorio Gori Pannilini con Genio della morte, Camposanto della Misericordia di Siena

In quegli stessi anni, Felli si affermò come scultore funerario, ricevendo particolare attenzione con il Genio della morte, monumento in marmo scolpito nel 1867 per la tomba di Caterina d'Ippolito Andreini, sposa di Gregorio Gori Pannilini, al cimitero della Misericordia di Siena: la scultura raffigura il "genio" alato tra due paraste con capitelli corinzi, nell'atto di appoggiarsi a un colonnino spezzato, puntando verso il basso la torcia della vita ormai spenta; in basso, è scolpito un cagnolino dormiente, simbolo di fedeltà coniugale e guida della defunta dopo la morte. La scultura fu accolta positivamente per la sua qualità, ricevendo il plauso di Luigi Mussini. In Maremma, fu autore di varie sculture per il cimitero della Misericordia di Grosseto: a Felli si deve il primo monumento funerario collocato nel neo-istituito cimitero, il medaglione in marmo di Isolina Beltramini, moglie del medico e letterato Alfonso Ademollo, collocato nel novembre 1873. Secondo il periodo L'Ombrone, il ritratto realizzato da Felli era «un'immagine vera, parlante che desterà sensazione in quanti la conobbero vivente». Tra gli altri monumenti presenti nello stesso camposanto, notevole è anche il medaglione a Venanzio Vibri (1882), in posa secondo la moda naturalistica, incorniciato da rametti di papaveri e pansé, con iscrizione sorretta da due ali di pipistrello.
Nel 1871 soggiornò per nove mesi a Castel del Piano sul monte Amiata, dove si occupò della decorazione della facciata della chiesa della Prepositura, scolpendo in sasso peperino le statue dei santi Pietro, Paolo, Nicola di Bari e Vincenzo Ferreri, e il bassorilievo del Padreterno fra due angeli per il timpano. A Pari scolpì quattro angeli per la chiesa si San Biagio, quale segno di riconoscenza per il parroco che per primo aveva creduto nelle sue doti di artista, come afferma lo stesso Felli nelle sue memorie.
Dopo un breve periodo a Roma dove si perfezionò alla Scuola di nudo della locale Accademia di belle arti, che dovette interrompere a causa dell'improvvisa morte della giovane moglie Vincenza Bonardi, rientrò a Firenze dove lavorò come scultore e pittore presso la villa Oppenheim e come ceramista nella fabbrica di Doccia del nobile Lorenzo Ginori Lisci. Socio della Società di promozione delle arti di Firenze, che aveva sede in via della Colonna, Felli espose vari modelli in gesso, tra cui il modello per un mai realizzato monumento a Giuseppe Giusti. Partecipò al concorso per un monumento a Michelangelo Buonarroti e a quello per il monumento a Giuseppe Garibaldi.
Nel 1874 sostituì Camillo Jacopo Cavallucci quale modellatore del Museo nazionale di antropologia di Firenze, diretto da Paolo Mantegazza, dove rimase per ventitré anni fino alla morte. Nel frattempo sposatosi per la seconda volta, con Adele Caracci (1847–1926), abitava in via Firenzuola e aveva avuto due figli, Guido (1885–1972) e Giulio (1886–1958). Dopo il 1886, Felli si trasferì con la famiglia in via Nuova, nelle vicinanze della sede del museo. Nella sua lunga attività per il museo, si occupò di restauro di vasi antichi peruviani, catalogò e riorganizzò il gabinetto di fotografia, collaborò con Giacomo Brogi quale fotografo. A Felli sono da attribuirsi i busti raffiguranti gli esponenti del popolo Akka, che erano giunti in Italia al seguito di Giovanni Miani nel 1874, oltre che una grande quantità di manichini in gesso, come quelli raffiguranti il Lappone, l'indigeno dell'isola di Nias, il Samoiedo e gli indigeni dell'isola di Sipora.
Nel 1888 partecipò alla fondazione della Reale scuola d'arte applicata all'industria di Pesaro, dove tuttavia non condivise il metodo di lavoro, considerato troppo tecnico, e rientrò a Firenze dopo un anno.
Si spense il 5 dicembre 1897 nella sua casa in via Nuova e, dopo le esequie presso la cappella di San Luca, detta "dei pittori", alla basilica della Santissima Annunziata, venne sepolto nel cimitero del Romito. L'orazione funebre fu tenuta dall'antropologo Ettore Regalia.